# طواف إيطاليا 1986
طواف إيطاليا 1986 هو سباق دراجات هوائية أقيم في إيطاليا بتاريخ 12 مايو – 2 يونيو، تكون السباق من 22 مرحلة وامتدّ لمسافة 3858.6 كم بسرعة 37.615 كم/س، استغرق السباق 102 ساعة 33 دقيقة 55 ثانية. فاز به الإيطالي روبرتو فيسينتيني.